# Хулдра
Хулдра (Хулдер) заводљиво је шумско створење у скандинавском фолклору. Њено име потиче од корена покривено или тајно. У норвешком фолклору је позната као Хулдра. У Шведском као skogsrå — шумски дух или Tallemaja, а у Сами (финском) фолклору као ulda. Њен назив сугерише да је исто биће као völva божанска фигура Huld, и немачки Holda.
Хулдра је једна од rå, укључујући водену sjörå или havsfru, касније поистовећену са сиреном.